# Coenagrion persicum
Coenagrion persicum é uma espécie de libelinha da família Coenagrionidae.
Pode ser encontrada nos seguintes países: Irão, possivelmente Iraque e possivelmente na Turquia.